# Vienna (Nowy Jork)
Vienna – miasto w Stanach Zjednoczonych, w stanie Nowy Jork, w hrabstwie Oneida.